# David Zawada
David Zawada (1 de agosto de 1990, Alemania) es un artista marcial mixto alemán que compite actualmente en la división de peso wélter de Ultimate Fighting Championship. Profesional desde 2010, ha competido para Konfrontacja Sztuk Walki (KSW) y Respect FC, donde fue campeón de peso wélter.

## Primeros años
Zawada entrena en el gimnasio UFD de Düsseldorf, donde se entrena junto al campeón de la KSW Roberto Soldić, Erko Jun, Antun Racic y su hermano, Martin Zawada.

## Carrera de artes marciales mixtas

### Carrera temprana
Zawada participó en varias promociones regionales de MMA, destacando en KSW principalmente en Europa. Él era el peso wélter formal Respect Fighting Championship y Shooto Reyes campeón. Él acumuló un récord de 16-3 antes de firmar por Ultimate Fighting Championship (UFC).

### Ultimate Fighting Championship
Zawada debutó en la UFC el 22 de julio de 2018 contra Danny Roberts, sustituyendo al lesionado Alan Jouban en UFC Fight Night: Shogun vs. Smith. Perdió el combate por decisión dividida. Este combate le valió el premio a la Pelea de la Noche.
Su siguiente enfrentamiento fue con Li Jingliang el 24 de noviembre de 2018, sustituyendo a Elizeu Zaleski dos Santos en UFC Fight Night: Blaydes vs. Ngannou 2. Perdió el combate por nocaut técnico en el tercer asalto.
Zawada se enfrentó a Abubakar Nurmagomedov el 9 de noviembre de 2019 en UFC Fight Night: Magomedsharipov vs. Kattar. Ganó el combate por sumisión en el primer asalto. Este combate le valió el premio a la Actuación de la Noche.
Zawada tenía previsto enfrentarse a Anthony Rocco Martin el 25 de abril de 2020. Sin embargo, el 9 de abril, la promoción indicó que el emparejamiento fue desechado debido a la pandemia de COVID-19.
Se esperaba que Zawada se enfrentara a Mounir Lazzez el 18 de octubre de 2020 en UFC Fight Night: Ortega vs. The Korean Zombie. Sin embargo, el 6 de octubre de 2020 se informó de que Lazzez dio positivo por COVID-19 y fue retirado del combate. Por el momento no está claro si los responsables de la UFC buscarían un sustituto.
Zawada se enfrentó a Ramazan Emeev el 16 de enero de 2021 en UFC on ABC: Holloway vs. Kattar. Perdió el combate por decisión dividida.
Zawada estaba programado para enfrentarse a Sergey Khandozhko el 4 de septiembre de 2021 en UFC Fight Night: Brunson vs. Till. Sin embargo, la semana anterior al evento, Khandozhko fue retirado del concurso por razones desconocidas y sustituido por Alex Morono. Zawada perdió el combate por decisión unánime.

## Campeonatos y logros

### Artes marciales mixtas
- Ultimate Fighting Championship
  - Actuación de la Noche (una vez) vs. Abubakar Nurmagomedov[13]
  - Pelea de la Noche (una vez) vs. Danny Roberts[8]
- MMAJunkie.com
  - Sumisión del mes de noviembre de 2019 vs. Abubakar Nurmagomedov[23]
- Respect Fighting Championship
  - Campeón de Peso Wélter de Respect FC en 2016[3]
- Shooto Kings
  - Campeón de Peso Wélter de Shooto Kings 2016[4]

## Vida personal
El hermano mayor de Zawada, Martin Zawada, es también un luchador de MMA de la promoción Konfrontacja Sztuk Walki.

## Récord en artes marciales mixtas
| Resultado | Récord | Oponente              | Método                                     | Evento                                      | Fecha                    | Ronda | Tiempo | Localización      | Notas                                            |
| --------- | ------ | --------------------- | ------------------------------------------ | ------------------------------------------- | ------------------------ | ----- | ------ | ----------------- | ------------------------------------------------ |
| Derrota   | 17-7   | Alex Morono           | Decisión (unánime)                         | UFC Fight Night: Brunson vs. Till           | 4 de septiembre de 2021  | 3     | 5:00   | Las Vegas, Nevada |                                                  |
| Derrota   | 17-6   | Ramazan Emeev         | Decisión (dividida)                        | UFC on ABC: Holloway vs. Kattar             | 16 de enero de 2021      | 3     | 5:00   | Abu Dhabi         |                                                  |
| Victoria  | 17-5   | Abubakar Nurmagomedov | Sumisión (estrangulamiento por triángulo)  | UFC Fight Night: Magomedsharipov vs. Kattar | 9 de noviembre de 2019   | 1     | 2:50   | Moscú             | Actuación de la Noche.                           |
| Derrota   | 16-5   | Li Jingliang          | TKO (patada al cuerpo y puñetazos)         | UFC Fight Night: Blaydes vs. Ngannou 2      | 24 de noviembre de 2018  | 3     | 4:07   | Beijing           |                                                  |
| Derrota   | 16-4   | Danny Roberts         | Decisión (dividida)                        | UFC Fight Night: Shogun vs. Smith           | 22 de julio de 2018      | 3     | 5:00   | Hamburgo          | Pelea de la Noche.                               |
| Victoria  | 16-3   | Michał Michalski      | Sumisión (estrangulamiento por detrás)     | KSW 43                                      | 14 de abril de 2018      | 3     | 0:48   | Breslavia         |                                                  |
| Victoria  | 15-3   | Maciej Jewtuszko      | Decisión (unánime)                         | KSW 40                                      | 22 de octubre de 2017    | 3     | 5:00   | Dublín            |                                                  |
| Victoria  | 14-3   | Andreas Ståhl         | TKO (puñetazos)                            | German MMA Championship 11                  | 22 de abril de 2017      | 1     | 1:24   | Castrop-Rauxel    |                                                  |
| Victoria  | 13-3   | Robert Radomski       | TKO (puñetazos)                            | KSW 37                                      | 3 de diciembre de 2016   | 1     | 1:24   | Cracovia          |                                                  |
| Victoria  | 12-3   | Stefan Larisch        | KO (puñetazos)                             | Respect FC 16                               | 9 de abril de 2016       | 1     | 0:30   | Colonia, Alemania | Ganó el Campeonato de Peso Wélter de Respect FC. |
| Derrota   | 11-3   | Kamil Szymuszowski    | Decisión (dividida)                        | KSW 33                                      | 7 de julio de 2015       | 3     | 5:00   | Cracovia          |                                                  |
| Victoria  | 11-2   | Stefan Sekulić        | TKO (puñetazos)                            | Serbian Battle Championship 6               | 19 de septiembre de 2015 | 2     | 2:24   | Voivodina         |                                                  |
| Victoria  | 10-2   | Aldin Osmančević      | TKO (puñetazos)                            | Montenegro Fighting Championship 3          | 27 de julio de 2015      | 1     | 0:47   | Budva             |                                                  |
| Derrota   | 9-2    | Borys Mańkowski       | Sumisión (estrangulamiento del brazo)      | KSW 29                                      | 7 de julio de 2014       | 1     | 1:20   | Cracovia          | Por el Campeonato de Peso Wélter de la KSW.      |
| Victoria  | 9-1    | Sebastian Risch       | TKO (parada médica)                        | German MMA Championship 5                   | 13 de septiembre de 2014 | 1     | 2:39   | Castrop-Rauxel    |                                                  |
| Victoria  | 8-1    | Luca Vitali           | KO (puñetazo)                              | Swiss MMA Championship                      | 1 de diciembre de 2013   | 2     | 0:48   | Basilea           |                                                  |
| Derrota   | 7-1    | Djamil Chan           | KO (rodillazos)                            | Respect FC 9                                | 7 de julio de 2013       | 1     | 1:34   | Dormagen          | Por el Campeonato de Peso Wélter de Respect FC.  |
| Victoria  | 7-0    | Kerim Engizek         | Decisión (mayoritaria)                     | SFC 11                                      | 15 de septiembre de 2012 | 3     | 5:00   | Düren             |                                                  |
| Victoria  | 6-0    | Egny Borges           | Sumisión (estrangulamiento por guillotina) | SFC 10                                      | 2 de junio de 2012       | 1     | 1:04   | Maguncia          |                                                  |
| Victoria  | 5-0    | Garcia Chambe         | TKO (parada médica)                        | SFC 9                                       | 31 de marzo de 2012      | 1     | 4:37   | Göppingen         |                                                  |
| Victoria  | 4-0    | Maurice Skrober       | TKO (parada médica)                        | SFC 8                                       | 4 de febrero de 2012     | 1     | 4:50   | Maguncia          |                                                  |
| Victoria  | 3-0    | Florian Ziebert       | KO (rodillazo volador y puñetazos)         | Respect FC 5                                | 9 de abril de 2011       | 2     | 0:21   | Essen             |                                                  |
| Victoria  | 2-0    | Nerijus Slepetis      | Sumisión (estrangulamiento por guillotina) | GMA 7                                       | 3 de abril de 2011       | 1     | 4:27   | Düsseldorf        |                                                  |
| Victoria  | 1-0    | Michael Zabrocki      | TKO (puñetazos)                            | GMA 6                                       | 7 de julio de 2010       | 1     | 2:34   | Düsseldorf        |                                                  |